# هایلیویل (اکلاهما)
هایلیویل(به انگلیسی: Haileyville) شهری در ایالت اکلاهما کشور ایالات متحده آمریکا است که جمعیت آن در سرشماری سال ۲۰۱۰ میلادی، ۸۱۳ نفر بوده‌است.